# Жигульовск
Жигульовск (на руски: Жигулёвск) е град в Самарска област, Русия. Населението му към 1 януари 2018 година е 53 407 души.